# Matthias Hejnar
Matthias Hejnar, né en 1990, est un comédien français formé à l'école du Théâtre national de Strasbourg.

## Biographie
Matthias Hejnar commence sa formation de comédien auprès de professeurs comme Mireille Delcroix, Daniel Berlioux, Yves Pignot et Bruno Wacrenier au conservatoire du 5e arrondissement de Paris, puis intègre l'École supérieure d'art dramatique du Théâtre national de Strasbourg en 2011.
Il y travaille avec entre autres les Tg-Stan, David Lescot, Josef Nadj, Cécile Garcia-Fogel, Gildas Milin, Jean Jourdheuil, Alexandre Gavras, Éric Vigner, Claudio Tolcachir (es), Catherine Marnas, Julie Brochen et Christian Burgess.

## Acteur

### Cinéma
Longs métrages
- 2013 : Tu seras un homme de Benoît Cohen : un ami
- 2017 : Le Petit Chaos d'Ana de Vincent Thépaut

Courts métrages
- 2010 : Pour l'amour du court de Johanne Carpentier : Voix
- 2016 : Creuse d'Aurélie Reinhorn & Magali Chanay : Matthias
- 2020 : Raout Pacha[2] d'Aurélie Reinhorn, Festival international du court métrage de Clermont-Ferrand : Clint
- 2023 : La Fête de la mer de Raphaëlle Pluskwa & Jeanne Zion

### Théâtre
- 2006 : Le Misanthrope, de Molière, mis en scène par David Géry, théâtre de la Commune, Aubervilliers
- 2011 : Silence, de Jules Sagot, mis en scène par Jules Sagot, Paris
- 2012 : Naissance, de Julien Guyomard, mis en scène par Julien Guyomard, Un Festival à Villeréal, Villeréal
- 2013 : Vie de Gundling, de Heiner Müller, mis en scène par Vincent Thépaut, Venice Open Stage Festival[3], Venise
- 2014 : Elle, de Jean Genet, mis en scène par Vincent Thépaut, Venice Open Stage Festival, Venise et Festival JT14, Théâtre de la Cité internationale, Paris
- 2014 : Tristan[4], d'Éric Vigner, mis en scène par Éric Vigner, CDDB-Théâtre de Lorient Lorient, Théâtre de Gennevilliers, tournée
- 2015 : EPOC (Pour en finir avec...), événement radio-théâtral proposé par Frédéric Jessua, La Loge Théâtre, Paris
- 2015 : L'Illusion comique, de Corneille, mis en scène par Éric Vigner, CDDB-Théâtre de Lorient, Lorient
- 2016 : Kula nach Europa[5], mis en scène par Robert Schuster, Kunstfest Weimar (de), Deutsches Nationaltheater, Weimar, Theater Freiburg (de), Fribourg-en-Brisgau, Schauspielhaus Bochum, Bochum, La Filature, Mulhouse, Kurtheater Baden (de), Baden, Theater Chur (de), Chur
- 2016 : Le Baby-sitting & autres scène, mis en scène par Sacha Todorov, SACRe, CNSAD, Paris
- 2017 : Comment Frank a changé ma vie, mis en scène par Sacha Todorov, SACRe, CNSAD, Paris
- 2017 : Winterreise[6] de Fredrik Brattberg (en), mis en scène par Tommy Milliot, Festival Artdanthé Vanves, Festival Actoral Marseille, NextFestival La Rose des vents Villeneuve-d'Ascq
- 2017 : Le Fanatisme ou Mahomet le Prophète de Voltaire mis en scène par Quintette Express, université Harvard, Boston, USA
- 2017 : Lotissement [7]de Frédéric Vossier, mis en scène par Tommy Milliot, Prix du Jury au Festival Impatience 2016[8], Centquatre-Paris, tournée
- 2018 : Le Mimosa pudique, mis en scène par Sacha Todorov, SACRe, CNSAD, Paris
- 2018 : Carnaval intégral[9], mis en scène par Sacha Todorov, SACRe, Jeune Théâtre National, Paris
- 2019 : Europē - Une assemblée nationale, de Julie Paucker, mis en scène par Robert Schuster, Deutsches Nationaltheater, Weimar, Les Plateaux sauvages, Paris, Theater Chur (de), Chur, tournée
- 2019 : La Brèche[10],[11],[12],[13] de Naomi Wallace, mis en scène par Tommy Milliot, Festival d'Avignon, Centquatre-Paris, tournée
- 2019 : Georges Dandin[14] de Molière, mis en scène par Jean-Pierre Vincent, tournée
- 2020 : Ainsi passe la gloire du monde[15], mis en scène par Lara Marcou et Marc Vittecoq, Le Préau-CDN, théâtre de Vanves, Festival Impatience 2022, tournée
- 2022 : Monique, mis en scène par Juliette Prier, Théâtre de Vanves, Théâtre Le Hublot, Colombes
- 2023 : Mais n'te promène donc pas toute nue de Feydeau, mis en scène par Grégoire Strecker, Le Pommier Neuchâtel
- 2024 : Qui a besoin du ciel de Naomi Wallace, mis en scène par Tommy Milliot, Comédie de Béthune
- 2024 : Le Chaos de Roland[s] d'après Roland Barthes (Fragments d'un discours amoureux), mis en scène par Lola Felouzis et Aude Rouanet, Théâtre des Clochards Célestes, Lyon
- 2024 : La Guerre des Images de Charles Chauvet, mis en scène par Charles Chauvet, Les Plateaux sauvages, Paris

### Opéra
- 2022 : La Flûte enchantée, de Mozart, mis en scène par Pierre Rigal, direction musical Ben Glassberg, Théâtre des Arts, Opéra de Rouen Normandie, Rouen

### Lectures
- 2015 : Duo, de Julie Rossello-Rochet, mis en lecture par Sacha Todorov, Festival Lectures Actuelles, Taps Gare, Strasbourg
- 2018 : Pour ton bien[16],[17] de Pier Lorenzo Pisano, mis en lecture par Tommy Milliot, Festival Zoom, Théâtre Ouvert, Paris
- 2021 : Évaporations(s), de Camille Nauffray, mis en lecture par Tommy Milliot, Théâtre Ouvert, Paris
- 2022 : Nina, c’est autre chose, de Michel Vinaver, mis en lecture par Tommy Milliot, Théâtre Ouvert, Paris

### Radio
- 2013 : Vous entendez ? de Maryline Desbiolles réalisé par Alexandre Plank, Atelier Fiction, France Culture
- 2014 : Nouveaux Indiens de Jocelyn Bonnerave réalisé par Alexandre Plank, Atelier Fiction, France Culture

## Metteur en scène

### Mise en lecture
- 2017 : Soirée Dennis Cooper - Ugly Man[18], Lecture autour de l’œuvre de Dennis Cooper, Comité de lecteur, Jeune Théâtre National, Paris
- 2018 : La vie commence maintenant. Et Maintenant. Et Maintenant[19], Lecture autour de l’œuvre de Brigitte Fontaine, Comité de lecteur, Jeune Théâtre National, Paris